# Сражение при Фэрфилде
Сражение при Фэрфилде (англ. The Battle of Fairfield) представляло собой небольшое кавалерийское столкновение в ходе Геттисбергской кампании американской гражданской войны. Оно произошло 3 июля 1863 года около местечка Фэрфилд, штат Пенсильвания, одновременно со сражением при Геттисберге, однако не считается частью этого сражения. Это была перестрелка между небольшими группами кавалерии, однако в результате южане удержали контроль над Хагерстаунской дорогой, и это позволило генералу Ли 5 июля воспользоваться этой дорогой для отступления в Мэриленд.

## Предыстория
Первые перестрелки у Фэрфилда произошли ещё 21 июня 1863 года, когда 14-й вирджинский кавалерийский полк из бригады Альберта Дженкинса перешел ущелье Монтеррей и предпринял рейд, в ходе которого столкнулся у Фэрфилда с филадельфийской кавалерией и отступил обратно в Камберлендскую долину.
Во время Геттисбергской кампании основные кавалерийские силы были выделены для проведения рейда Стюарта по тылам противника, поэтому и оставалось всего четверо кавалерийских бригад для охраны горных проходов и разведки. Одной из них была бригада Уильяма Джонса, один из батальонов которой (35-й вирджинский) был передан дивизии Джубала Эрли. Бригада Джонса вместе с бригадой Робертсона шла в арьергарде наступающей Северовирджинской армии и была спешно вызвана на север в ночь на 29 июня, когда пришли известия о близости противника. 1 июля Джонс перешел Потомак, где оставил 12-й вирджинский кавполк для охраны переправы, и ночью прибыл в Чамберсберг. В его распоряжении находились 6-й, 7-й и 11-й вирджинские кавалерийские полки и батарея конной артиллерии Престона Чеу. Бригада прибыла в Кэштаун, где 3 июля в 13:00 получила приказ генерала Ли охранять Хагерстаунскую дорогу. Он отправился в Фэрфилд, имея 6-й и 7-й полки впереди, а 11-й и артиллерийскую батарею — сзади.
Между тем федеральный генерал Уэсли Мерритт, командующий резервной бригадой в дивизии Бьюфорда, услышал про обоз, проходящий около Фэрфилда. Он приказал 6-му кавалерийскому регулярному полку майора Сэмюэля Старра разведать Фэрфилд и обнаружить обоз. Прибыв в Фэрфилд, Старр разделил своих людей на три группы и приступил к поискам обоза.

## Сражение
Один из отрядов Старра — эскадрон прусского иммигранта Кристиана Балдера — наткнулся на пикеты 7-го вирджинского полка и отступил. Южане преследовали его около двух миль, пока не встретили остальные части Старра.
Узнав и произошедшем, Старр приказал кавалерии занять позицию на поле по обе стороны дороги Фэрфилд — Ортанна около фермы Маршалла. Половина его людей спешилась, половина осталась позади верхом. У Джонса не было времени на разведку, поэтому он послал вперёд один свой полк ради эксперимента.
7-й вирджинский полк предпринял кавалерийскую атаку, однако попал под плотный огонь федералов, стоящих под защитой полевых изгородей. Атака была отбита. В это время подошла батарея Престона Чеу и открыла огонь по федералам. Артиллерист Джордж Ниис потом вспоминал: «Мы сразу же развернули наши орудия в батарею и открыли огонь по ним, и наша кавалерия так же начала стрелять из ручного оружия. Наши пушки стояли на пшеничном поле, где пшеница была густа, высотой почти с мой рост и уже спелая. Казалось неприличным вести войну посреди такого пшеничного поля».
На помощь 7-му вирджинскому подошел 6-й вирджинский полк и они повторили атаку. Теперь 6-й был основной атакующей силой, 7-й поддерживал атаку, и некоторые части 11-го полка также приняли участие. Кавалерия сошлась в рукопашном бою. Рядовой Джон Опи вспоминал: «Из противников многие были выбиты саблями из седла, но сумели скрыться в высокой пшенице». Кристиан Балдер бросился в атаку на противника, получил несколько пулевых ранений, сумел прорваться в Фэрфилд и там умер несколько дней спустя. Старр получил ранение саблей в голову и пулевое в руку, что потом повлекло ампутацию.
Отряд Старра был обращен в бегство. Джонс преследовал противника примерно три мили до Фэрфилдского ущелья. Оттуда федералы ушли в Эммитсберг.

## Последствия
Федеральная кавалерия потеряла 6 человек убитыми, 28 ранеными и 208 пленными. Кавалеристы Юга потеряли 8 человек убитыми, 21 ранеными и 5 человек пропавшими без вести. (По другим данным, было потеряно 58 человек: 30 потерял 7-й полк, 20 — 6-й.) Джонс встал лагерем у Фэрфилда и удерживал дорогу, пока отступающая Северовирджинская армия не прошла по ней к Монтерерйскому ущелью, после чего отступил в качества арьергарда армии.
Сэмюэль Старр попал в плен и был впоследствии отпущен по обмену. Несмотря на фэрфилдский разгром, он был временно повышен до полковника за Геттисбергскую кампанию.
Рядовой Джордж Платт, ирландец-иммигрант из 6-го кавалерийского федерального полка, был награждён Медалью Почета за Фэрфилд 12 июля 1895 года. Было сказано, что он «поднял знамя полка после гибели знаменосца в рукопашной и не позволил ему попасть в руки противника».
Мерритт избежал ответственности за эту неудачу — точно так же, как и Килпатрик за свою атаку в тот же день.
Примерно через неделю 7-й вирджинский снова встретился с 6-м федеральным полком у Фанкстауна и разбил его в бою, отомстив за свою неудачную атаку под Фэрфилдом.
Эрик Виттенберг писал по поводу сражения: «Действительно, федералы упустили прекрасный шанс в тот день. Если бы Меррит выделил более крупный отряд, например, всю резервную бригаду, они смогли бы захватить и удержать Фэрфилдский проход, отрезав Ли путь отступления в Мэриленд, и дав Потомакской армии возможность разгромить Северовирджинскую армию. Отступая в Виржинию, Ли был бы вынужден пробиваться через сильные оборонительные позиции на высотах у Фэрфилдского прохода. Если бы спешенная кавалерия достаточно долго сдерживала противника, примерно как Бьюфорд 1 июля, то это дало бы время федеральной пехоте подойти, и тогда переломное сражение гражданской войны произошло бы именно у Фэрфилдского прохода».